# Svenska mästerskapen i dressyr 1995
Svenska mästerskapen i dressyr 1995 avgjordes i Göteborg. Tävlingen var den 45:e upplagan av Svenska mästerskapen i dressyr.

## Resultat
| Placering | Ryttare                | Häst            |
| --------- | ---------------------- | --------------- |
| 1         | Ulla Håkansson         | Flyinge Tolstoy |
| 2         | Louise Nathhorst       | LRF Walk On Top |
| 3         | Annette Solmell        | Flyinge Strauss |
| 4         | Jan Brink              | Kleber Martini  |
| 5         | Tinne Vilhelmsson      | Caprice         |
| 6         | Anne Sophie Mannerfelt | Athletico       |